# Chukok
Chukok (hebrejsky חוּקוֹק, anglicky: Hukok, v oficiálním seznamu sídel Huqoq) je vesnice typu kibuc v Izraeli, v Severním distriktu, v Oblastní radě Emek ha-Jarden.

## Geografie
Leží v nadmořské výšce 20 metrů pod mořskou hladinou v údolí řeky Jordán v Horní Galileji. cca 4 kilometry severozápadně od břehů Galilejského jezera.
Vesnice se nachází cca 10 kilometrů severozápadně od města Tiberias, cca 112 kilometrů severovýchodně od centra Tel Avivu a cca 48 kilometrů severovýchodně od centra Haify. Chukok obývají Židé, přičemž osídlení v tomto regionu je ryze židovské. Výjimkou je vesnice Chamam cca 5 kilometrů jižním směrem (v masivu Arbel), kterou obývají izraelští Arabové, respektive Beduíni. Region centrální Galileji s výrazným zastoupením Arabů a Drúzů leží dál k západu.
Chukok je na dopravní síť napojen pomocí lokální silnice číslo 8077, která východně od vesnice ústí u břehu Galilejského jezera do dálnice číslo 90.

## Dějiny
Chukok byl založen v roce 1945. Navazuje na židovské sídlo Chúkok zmiňované zde v Bibli, například v Knize Jozue 19,34
Římané vesnici znali pod jménem Hucuca. Lokalita byla ve středověku osídlena Araby a do roku 1948 zde stávala arabská vesnice Jakuk. Roku 1931 měla 153 obyvatel a 28 domů. Roku 1945 zde žilo 210 lidí. V květnu 1948, během počátečního stádia války za nezávislost byla dobyta židovskými silami a obyvatelé prchli. Zástavba pak byla zbořena.
Současný kibuc Chukok vznikl roku 1945 cca 1 kilometr jihovýchodně od tehdy ještě stojící arabské vesnice Jakuk. Zakladateli vesnice byli členové elitních židovských jednotek Palmach. Ti zde zpočátku sídlili v opevněné budově zvané "pevnost", kterou postavila firma Solel Bone. Pevnost v současnosti slouží jako turistická atrakce.
Roku 1949 měla obec jen 26 obyvatel a rozlohu katastrálního území 4 200 dunamů (4,2 kilometrů čtverečních).
Zpočátku čelili osadníci těžkým podmínkám. Chyběla voda i pracovní příležitosti. Silniční spojení vedlo korytem vádí Nachal Amud. Ekonomická situace se zlepšila až po roce 1967, kdy zde došlo k založení průmyslového podniku na zpracování plastů. Ekonomika obce je kromě toho založena na zemědělství a turistickém ruchu. Kibuc prošel privatizací a jeho členové jsou již odměňováni individuálně, podle odvedené práce. Projektuje se rozšíření o novou obytnou čtvrť určenou pro individuální zájemce. Severně od Chukok kříží údolí, jímž protéká Nachal Amud, potrubí, kterým prochází Národní rozvaděč vody.
V kibucu je k dispozici plavecký bazén, sportovní areály, obchod se smíšeným zbožím. Fungují zde zařízení předškolní péče o děti. Základní škola je v nedaleké vesnici Ginosar.

## Demografie
Obyvatelstvo kibucu Chukok je sekulární. Podle údajů z roku 2014 tvořili naprostou většinu obyvatel v kibucu Chukok Židé (včetně statistické kategorie "ostatní", která zahrnuje nearabské obyvatele židovského původu ale bez formální příslušnosti k židovskému náboženství).
Jde o menší sídlo vesnického typu s rostoucí populací. K 31. prosinci 2014 zde žilo 523 lidí. Během roku 2014 populace stoupla o 4,8 %.
| Rok            | 1948 | 1949 | 1961 | 1972 | 1983 | 1995 | 2001 | 2003 | 2004 | 2005 | 2006 | 2007 | 2008 | 2009 | 2010 | 2011 | 2012 | 2013 | 2014 |
| -------------- | ---- | ---- | ---- | ---- | ---- | ---- | ---- | ---- | ---- | ---- | ---- | ---- | ---- | ---- | ---- | ---- | ---- | ---- | ---- |
| Počet obyvatel | 84   | 26   | 177  | 231  | 313  | 280  | 232  | 273  | 266  | 274  | 279  | 307  | 393  | 384  | 400  | 445  | 477  | 499  | 523  |